# Włada Nikolczenko
Włada Ihoriwna Nikolczenko (ukr. Влада Ігорівна Нікольченко; ur. 9 grudnia 2002 r. w Charkowie) – ukraińska gimnastyczka artystyczna, brązowa medalistka mistrzostw świata, dwukrotnie brązowa medalistka igrzysk europejskich, brązowa medalistka mistrzostw Europy.

## Kariera
Gimnastykę zaczęła trenować w 2007 roku w Charkowie.
W 2018 roku wystąpiła na mistrzostwach Europy w Guadalajarze. W zawodach wieloboju indywidualnego zajęła jedenaste miejsce. We wrześniu tego samego roku podczas mistrzostw świata w Sofii zajęła czwartą pozycję w wieloboju. Ponadto wystąpiła w trzech finałach, w których najlepiej spisała się w układzie z maczugami, zajmując piąte miejsce.
Rok później na mistrzostwach Europy w Baku zdobyła brązowy medal w układzie z maczugami. W występie z obręczą również zdołała awansować do finału, lecz zajęła tam ostatnie ósme miejsce. W czerwcu podczas igrzysk europejskich w Mińsku zdobyła dwa brązowe medale: w układzie z obręczą i w układzie z maczugami. We wrześniu na mistrzostwach świata w Baku zdobyła pierwszy brązowy medal w układzie z maczugami.

## Pobyt w Polsce
Nikolczenko prowadziła w Polsce kursy gimnastyki. Będąc w Warszawie w listopadzie 2023 roku napisała na swojej stronie w Instagramie o Polsce:   “Nienawidzę tego kraju całym sercem, a przede wszystkim ludzi, którzy tu mieszkają. Jestem tu tylko dlatego, że na mojej rodzinnej Ukrainie lotnisko zostało zamknięte”
Tego samego dnia Ukraińska Federacja Gimnastyczna potępiła powyższy wpis  i wszczęła postępowanie dyscyplinarne wobec zawodniczki. Po komunikacie federacji o wszczętym postępowaniu Nikolczenko postanowiła przeprosić za swoje komentarze tłumacząc się załamaniem psychicznym związanym z agresją Rosji na Ukrainę. Parę dni później Nikolczenko została usunięta z kadry narodowej Ukrainy za ww. wpis nt. Polaków.  

## Nagrody
- 2019 Medal „Za pracę i zwycięstwo” nadany przez prezydenta Ukrainy za wyniki sportowe oraz "podniesienie międzynarodowego autorytetu Ukrainy"[10].